# Brachiolejeunea laxifolia
Brachiolejeunea laxifolia är en bladmossart som först beskrevs av Thomas Taylor, och fick sitt nu gällande namn av Victor Félix Schiffner. Brachiolejeunea laxifolia ingår i släktet Brachiolejeunea och familjen Lejeuneaceae. Inga underarter finns listade i Catalogue of Life.